# Magda Södersten
Magda Axelina Maria Söderstéen, född Ström 11 november 1902 i Stockholm, död där 21 juni 1996, var en svensk målare.
Magda Söderstéen var fram till 1955 gift med vaktmästaren Gunnar Gustaf Magnus Söderstéen. Hon studerade vid Grünewalds målarskola i Stockholm och bedrev självstudier under resor i utlandet. Separat ställde hon ut i Stocksund 1952 och på Galerie S:t Nikolaus i Stockholm 1954. Hon medverkade i flera samlingsutställningar bland annat i Expressens Parisersalong i Stockholm. Hennes konst består av stadsbilder, stilleben och landskap med motiv från Spanien och Paris utförda i olja eller färgkrita.  